# Sorin Anghel
Sorin Vasile Anghel (født 16. juli 1979) var en rumænsk/færøsk fodboldspiller, som sidst spillede for den færøske fodboldklub Víkingur Gøta. Han er nu træner for AB Argir (2018 og 2019) Han har tidligere været assistent træner og spiller for AB Argir (2013-2015), Han har holdt karrierepause i to omgange, henholdsvis i 2015 og i 2016.